# 格拉夫顿 (北达科他州)
格拉夫顿（英語：Grafton），是美国北达科他州下属的一座城市。根据2010年美国人口普查，该市有人口4,284人。2011年估计该市有人口4,251人，相对于2010年，增长率为?0.77%。